# Craig's Wife
Craig's Wife è una commedia drammatica scritta da George Kelly che ebbe diverse trasposizioni cinematografiche. Kelly, con questo suo lavoro, vinse nel 1926 il Premio Pulitzer per il teatro. Presentato al Morosco Theatre, Craig's Wife ebbe un totale di 360 rappresentazioni: debuttò il 12 ottobre 1925 chiudendo nell'agosto 1926.

## Trama
Ventiquattro ore della vita di Harriet Craig: nella sua casa, tutto si svolge alla perfezione, secondo uno stile di vita che lei ha creato per sé e per il marito. Harriet protegge il suo mondo e gli oggetti che le appartengono diventano più importanti del suo rapporto con il marito.

## Sera del debutto
Al debutto, la sera del 12 ottobre 1925, il cast era formato da:
- Arling Alcine: 	Billy Birkmire
- J.A. Curtis: 	Harry
- Mary Gildea: 	Mazie
- Chrystal Herne: 	Mrs. Craig
- Josephine Hull: 	Mrs. Frazier
- Nelan H. Jaap: Eugene Fredericks
- Eleanor Mish: 	Ethel Landreth
- Arthur Shaw: 	Joseph Catelle
- Anne Sutherland: Miss Austen
- Charles Trowbridge: Walter Craig
- Josephine Williams:	Mrs. Harold

### Trasposizioni cinematografiche
- La fortuna dei mariti (Craig's Wife) di William C. de Mille - con Irene Rich (1928)
- La moglie di Craig (Craig's Wife) di Dorothy Arzner - con Rosalind Russell (1936)
- Sola col suo rimorso (Harriet Craig) di Vincent Sherman - con Joan Crawford (1950)

## Premi e riconoscimenti
- Premio Pulitzer 1926